# رومي أوكوبو
رومي أوكوبو (大久保瑠美 أوكوبو رومي) هي مؤدية أصوات يابانية ولدت في 27 سبتمبر 1989 في محافظة إهيمه.

## أدوارها في الأنمي

### مسلسلات أنمي تلفزيونية
- هندريد - إميل كروسفورد
- موب سايكو 100 - إيشيغورو
- باراكامون - تاماكو أراي
- لعبة الجوكر - إيما غرين
- بلاك بوليت - يوزوكي كاتاغيري
- ديث باريد - نونا
- ماغي: The Labyrinth of Magic - بيستي
- ماغي: The Kingdom of Magic - بيستي
- ماغي: مغامرات سندباد - بيستي
- غيت: قوات الدفاع الذاتي تقاتل في أرض غريبة - شاندي غاف ماريا
- موشيبوغيو - هيباتشي
- جاليلي دونا - كازوكي فيراري
- فيت/أبوكريفا - رايدر الأسود
- جيمرز! - أجوري
- في عالم أخر مع هاتفي الذكي - فرانشيسكا
- كاكيغوروي xx - ميري يوبامي
- أورفن الساحر: الترحال - كليو إيفرلاستينغ
- عديمة الموهبة نانا  - هيراغي نانا
- حريم نهاية العالم  - كلوي مانسفيلد

### أوفا أنمي
- طوكيو غول JACK - أكي

## أدوارها في ألعاب الفيديو
- ديجيمون ستوري: سايبر سلوث - آمي آيبا
- خليلة (مؤقتة) - مايوري أوياما
- فيت/إكستيلا: ذي أمبرال ستار - إليزابيث باثوري

## وصلات خارجية
- رومي أوكوبو على موقع IMDb (الإنجليزية)
- رومي أوكوبو على موقع ميتاكريتيك (الإنجليزية)
- رومي أوكوبو على موقع روتن توميتوز (الإنجليزية)
- رومي أوكوبو على موقع روتن توميتوز (الإنجليزية)
- رومي أوكوبو على موقع ميوزك برينز (الإنجليزية)
- رومي أوكوبو على موقع ديسكوغز (الإنجليزية)
- رومي أوكوبو على موقع قاعدة بيانات الفيلم (الإنجليزية)
- رومي أوكوبو على موقع كينوبويسك (الروسية)
- رومي أوكوبو على موقع كينوبويسك (الروسية)
- رومي أوكوبو على موقع ANN person (الإنجليزية)
- صفحة IMDb